# Tinjsko Polje, Velikovec
Tinjsko Polje (nemško Tainacherfeld) je naselje v Občini Velikovec v Okraju Velikovec na Koroškem v Avstriji.